# USS Langley (CVL-27)
La USS Langley (codice alfanumerico CVL-27) è stata una portaerei leggera della classe Independence di costruzione statunitense, che vide un intenso servizio nel corso della seconda guerra mondiale, sul fronte del Pacifico. Fu noleggiata dalla Francia dopo la guerra ed utilizzata dalla Marine nationale come La Fayette (distintivo ottico R 96), già tra il 1951 e il 1963, quando fu rimossa dal servizio e restituita agli Stati Uniti.

## Storia
La La Fayette partecipò alle operazioni navali durante la guerra d'Indocina, alle operazioni di salvataggio a seguito del terremoto di Agadir e al rimpatrio dei francesi dopo la guerra d'Algeria. Il nome è in omaggio a Gilbert du Motier de La Fayette, protagonista sia della guerra d'indipendenza americana sia di quella francese.